# يو إف سي ليلة القتال: ويردوم ضد تيبورا
يو إف سي ليلة القتال: ويردوم ضد تيبورا (بالإنجليزية: UFC Fight Night: Werdum vs. Tybura)‏ هو حدث لفنون القتال المختلطة نظمته يو إف سي، أُقيم في 19 نوفمبر 2017، على سيدني سوبر دوم في سيدني، أستراليا.